# یواس‌اس مارگارت (اس‌پی-۵۲۷)
یواس‌اس مارگارت (اس‌پی-۵۲۷) (به انگلیسی: USS Margaret (SP-527)) یک کشتی بود که طول آن ۱۷۶ فوت (۵۴ متر) بود. این کشتی در سال ۱۸۹۹ ساخته شد.